# Buffetto

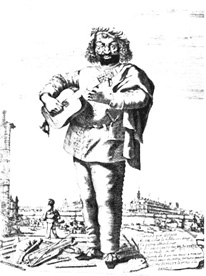
Stefano della Bella, Ritratto di Carlo Cantù in arte Buffetto

Buffetto è una maschera della commedia dell'arte italiana introdotta sulla scena dall'attore che la impose all'attenzione del pubblico e della critica: Carlo Cantù.

## Storia
Una precisa ricostruzione storica della origine e della diffusione della maschera appare piuttosto complicata. Gli esperti ritengono che già in epoche precedenti al lancio definitivo svolto da Carlo Cantù, la denominazione di Buffetto fosse utilizzata in Italia da compagnie di comici e che i contatti con il mondo teatrale francese abbiano modificato e convertito il personaggio Buffetto in Brighella.
In qualunque caso, la definizione di Buffetto, almeno inizialmente, si legò a una località lombarda e bergamasca in particolare, vista la origine geografica di molte maschere "zannesche".
Le prime testimonianze scritte riguardanti Buffetto risalirono alla fine del Cinquecento, quando apparve la composizione intitolata Noze di Zan Panza de Pegora alias Simon, fatte in la Vala di Bufet, che condusse gli storici dell'arte verso la figura di Simone da Bologna e all'ambiente artistico dei Gelosi.
Sempre nello stesso periodo, intorno al 1602 si diffusero le Allegre et ridiculose nozze di Zan Falopa da Bufeto e la Canzone della Pulce di provenienza veronese. 
Nella canzone Canzonetta delle nozze di Petrina e Cotogno Buffetto venne citato come nome alternativo di Zanni e quindi gli storici ritengono che in un primo tempo Buffetto trovò un suo spazio come secondo Zanni, fino a quando Cantù decise di rimodellarlo in modo personale e originale.
Il personaggio elaborato da Cantù ebbe successo dapprima in Emilia poi in Francia.
Fu data alle stampe una documentazione sulle caratteristiche e la vita artistica di Buffetto, intitolata Cicalamento in canzonette ridicolose ovvero Trattato di matrimonio fra Buffetto e Colombina comici.
Anche se fondamentalmente Buffetto si limitò a essere una nuova rappresentazione di Brighella, al quale deve molto il suo aspetto fisico, grazie alla particolare ed efficace interpretazione di Cantù acquisì una sua  espressione teatrale originale.